# Luis Lee-Chong
Luis Antonio Lee-Chong Pinilla ist ein ehemaliger chilenischer Fußballspieler auf der Position eines Mittelfeldspielers.

## Karriere
Luis Lee-Chong begann seine Fußballkarriere beim CD Ferroviarios. Genaue Daten sind nicht belegt. 1978 spielte der Mittelfeldspieler für Trasandino. Nach Deportes Arica 1979 war er mindestens von 1981 bis 1983 bei Deportes Iberia.
Nach seiner aktiven Fußballkarriere wurde Lee-Chong Fußballtrainer und gründete 2002 die Fußballschule Recoleta-Chacabuco. Aus der Fußballschule gingen beispielsweise Pablo Aránguiz und Carlos Palacios hervor. Die Fußballschule gehört zu einer offiziellen Schule des CD Magallanes.

## Sonstiges
Benito Lee Chong Lam, Vater von Luis Lee-Chong, floh 1928 aus China wegen der Spannungen mit Japan und des chinesischen Bürgerkrieges nach Chile. Seine beiden Neffen Felipe und Jaime Carreño sind ebenfalls Profifußballspieler. Auch sein Bruder Óscar ist ehemaliger Profifußballer.